# Walki o Rothenburg
Walki o Rothenburg – walki stoczone 16 kwietnia 1945 roku o Rothenburg podczas II wojny światowej, wstęp do operacji łużyckiej w ramach operacji berlińskiej.

## Historia
Zgodnie z dyrektywą z 8 kwietnia 1945 roku dowódcy 1 Frontu Ukraińskiego, 2 Armia Wojska Polskiego (2 AWP) miała w ramach operacji berlińskiej przełamywać obronę niemiecka  na odcinku Rothenburg - folwark Wysokie. W nocy 11 kwietnia 2 AWP zluzowała sowiecką 13 Armię nad Nysą Łużycka, w 30 km pasie od m. Młoty do folwarku Wysokie. Obrona niemiecka o głębokości 35 - 35 km opierała się na rzekach: Nysa Łużycka, Weißer Schöps i Schwarzer Schöps. Przed frontem 2 AWP broniły się dwie dywizje niemieckie: Dywizja Grenadierów Pancernych Brandenburg i 615 Dywizja Specjalna z 4 Armii Pancernej Grupy Armii „Środek”. W I rzucie ok. 19 tys. żołnierzy, w II rzucie ok. 21 tys. Zadaniem 2 AWP było sforsowanie Nysy i przełamanie obrony niemieckiej na odcinku Rothenburg - Wysokie oraz rozwinięcie natarcia na ogólnym kierunku: Niska, Kleinwelka, Drezno na głębokość 90 km. 
Działające w I rzucie, na głównym kierunku natarcia, na lewym skrzydle 9 i 8 DP, po sforsowaniu Nysy na odcinku Rothenburg - Wysokie w pierwszym dniu operacji miały opanować szosę Rietschen–Niska, szosę prowadzącą z Niskiej na południe. Na kierunku pomocniczym 10 i 7 DP otrzymały zadanie: związać Niemców na odcinku od Młotów do Rothenburga. 7 DP we współdziałaniu z 9 DP opanować Rothenburg. Na prawym skrzydle 1 AWP działała 5 AGw, na lewym 52 Armia i 7 Korpus Zmechanizowany.
W dniach 13–15 kwietnia dywizje wykonały rozpoznanie walką W nocy 15 kwietnia uchwyciły trzy przyczółki.
16 kwietnia o 6:15 rozpoczęło się przygotowanie artyleryjskie. Przy postawionej 22 kilometrowej zasłonie dymnej o 7:00 rozpoczęto natarcie z forsowaniem Nysy Łużyckiej. W rejonie Rothenburga Nysę forsowała 9 DP wzmocniona jednostkami artylerii pancernej i saperów. Na lewym skrzydle nacierał 28 pp, na prawym 26 pp, w II rzucie był 30 pp. Około południa 28 pp przełamał niemiecka obronę na południu od Rothenburga i rozwijał natarcie na m. Horka. Bezpośrednio  miasto atakował 26 pp. W godzinach popołudniowych walki przeniosły się do południowo-wschodniej części miasta. Do walki o południowy skraj miasta został wprowadzony 1 batalion 30 pp. Po dwóch godzinach walk, w czasie których dochodziło do walk wręcz, oddziały polskie wdarły się do śródmieścia. W tym czasie na północy Rothenburga oddziały niemieckie wiązał walka 37 pp z 7 DP. Do  18:30 miasto było opanowane.
Po zdobyciu Rothenburga i likwidacji zagrożenia z lewego skrzydła, 9 DP przyspieszyła natarcie. Do końca dnia przełamała opór Niemców na pierwszej i drugiej pozycji oraz podeszła pod trzecią pozycję, która była rozbudowana wzdłuż rz. Schwarzer Schöps.
Straty: w 26 pp 9 DP poległo i zaginęło 100 żołnierzy, 300 było rannych.
Walki żołnierzy polskich o Rothenburg zostały upamiętnione na Grobie Nieznanego Żołnierza w Warszawie, napisem na jednej z tablic po 1945 r. „ROTHENBURG”.